# Tukotuko saltański
Tukotuko saltański (Ctenomys saltarius) – gatunek gryzonia z rodziny tukotukowatych (Ctenomyidae). Występuje w Ameryce Południowej, gdzie odgrywa ważną rolę ekologiczną. Siedliska tukotuko saltańskiego położone są na terenach północne części argentyńskich prowincji Salta i Jujuy. Zwierzę znane jest tylko z tej lokalizacji. Lokalizacja typowa nie jest znana.